# عبد السلام مصباح
عبد السلام مصباح هو شاعر ومترجم عن الإسبانية من المغرب، ولد في 21 مارس 1947م بمدينة شفشاون. وتوفي رحمه الله بمدينة الدار البيضاء، يوم الاربعاء 04 دجنبر 2024.

## العضوية
- عضو اتحاد كتاب المغرب.
- عضو في لجنة العضوية والحكامة باتحاد كتاب المغرب.
- الرئيس الشرفي لجمعية البلسم (أبي الجعد).
- أمين جمعية الانطلاقة بالدار البيضاء.
- نائب رئيس الرابطة المغربية للأدب المعاصر بالجديدة.
- نائب رئيس «نادي الأدب: أوراق» بالدار البيضاء.
- عضو مؤسس لاتحاد المبدعين المغاربة في تيفلت.
- مستشار في جمعية «شهود» في الدار البيضاء.
- عضو في «تجمع الشعراء بلا حدود».
- عضو في حركة شعراء العالم بالشيلي.
- أحد شعراء «معجم البابطين للشعراء العرب المعاصرين».
- عضو في دار ناجي نعمان للثقافة بلبنان.
- عضو في بيت الأدب المغربي بمكناس.
- عضو في جمعيات ثقافية فاعلة.
- عضو منتدى خميس الشعر في الدار البيضاء.
- مدير سابق بمكتب طنجة الأدبية في الدار البيضاء.
- عضو حالي في هيئة التحرير طنجة الأدبية بطنجة.
- متعاون في جريدة «ماروك» (توقفت) بالدار البيضاء.
- متعاون في جريدة صحافة اليوم بطنجة.
- عضو في «الجمعية الدولية للمترجمين واللغويين العرب».[3][4]

## أعماله
نشر الكثير من القصائد في مختلف الصحف المغربية، من بينها: «المحرر»، «الاتحاد الاشتراكي»، «العلم»، «البيان»، «بيان اليوم»، «الميثاق»، «التجمع»، «المنعطف»، «أنوال الثقافي»، «المنظمة»، «أخبار الثقافة»، «طنجة الأدبية»، «الثورة الليبية»... وفي مجالات مغربية: «آفاق تربوية»، «الموقف»، «دفاتر»، «آفاق». وفي مجلات مصرية: «الوعي العربي»، «الموقف العربي»، «إبداع»، «الشعر»، «أخبار الأدب»، «أدب ونقد». وفي مجالات لندنية: «المجلة»، «العرب»، «الملايين»، «أوراق»، «القدس العربي»، «الشرق الأوسط». وفي مجالات سعودية: «بيادر»، «المجلة العربية»، «عبقر»، «نوافذ»، «دوق». وفي مجالات سورية: «الآداب الأجنبية»، «الأسبوع الأدبي». وفي مجالات عراقية: «الأقلام»، «الطليعة لأدبية»، «فنون». وفي مجالات ليبية: «الثقافية العربية»، «جريدة الثورة». وفي مجالات «البحرين الثقافية» و«كرز» البحرينية، و«الحركة الشعرية» التشيلية، و«نزوي» العمانية، و«البيان» الكويتية، و«ألواح» الإسبانية، و«الإخاء» الإيرانية، و«ألوان» الجزائرية، و«الآداب» اللبنانية، و«الدوحة» القطرية. ومن أعماله:
- ديوان «حاءات متمردة» الصادر عن القرويين في أبريل 1999م.
- مختارات من ديوان «أشعار الربان» Los Versos Del Capitan للشاعر التشيلي بابلو نيرودا بمناسبة الذكر المئوية لميلاده سنة 2004م.
- ديوان «مخطوطة الأحلام» El Manuscrito de los Sueños للشاعر التشيلي سيرخيو ماثياس، وهي سيرة شعرية للشاعر الملك المعتمد بن عباد وحبيبته: اعتماد الرومايكية، صدرت في طبعتين: الأولى في يونيو 2008م عن دار القرويين بالدار البيضاء في المغرب، والثانية في شهر أكتوبر 2008م بقاديس في إسبانيا.
- ديوان «نتويعات على باب الحاء»، صدر عن دار القرويين في أبريل2011م.
- ديوان «بستاني الريح» نشرته مجلة «نزوى» في العدد 66/2011.
- أضواء مورقة: قراءات في «حاءات متمردة» صدر عن دار القرويين، في أبريل 2012م.
- مختارات من الشعر التشيلي (مشترك) صدر عن دار القرويين 2014م
- في مديح اللؤلؤة الزرقاء: نصوص حول شفشاون، مترجمة عن الإسبانية (مشترك مع محمد أخريف).

كما تُرجمت قصائده إلى الإسبانية، الفرنسية والإنجليزية والإيطالية والهولاندية والرومانية والصينية... وقام أيضاً بترجمة العديد من الروائع الشعرية والمسرحيات والقصص القصيرة ودراسات لأدباء من إسبانيا، الأرجنتين، الشيلي، بوليفيا، نيكاراغوا، من بينها:
- «ديوان التماريت - قصيدة الغناء العميق - بكائية من أجل إغناثيو سانتيث - أغنيات - حكايات غجرية - الجمهور (مسرحية) - ست مسرحيات قصيرة» للشاعر الإسباني غارسيا لوركا.
- «يوميات أمريكي لاتيني حول بغداد وأمكنة أخرى ساحرة - تطوان في أحلام أنديزي - سحر ابن زيدون - ليل لا أحد» للشاعر التشيلي سيرخيو ماثياس.
- «20 قصيدة حب وأغنية يائسة - مائة قصيدة حب - أشعار الربان» للشاعر التشيلي بابلو نيرودا.
- «الحب موجود والحرية موجودة - أنواع الحب الضائع» للشاعر الأرجنتيني ميغيل أوسكار ميناص.
- «الديوان الصوفي - خفقات الجنوب» للشاعر المغربي محمد شقور.
- مختارات للشاعر المغربي موماطا.
- «بحار على اليابسة» للشاعر الإسباني رفائيل البيرتي.
- «الأشجار» للشاعر الإسباني أنطونيو هيرنانديث بيريث.
- «نعوت دون ماء، نعوت بماء» للشاعر الإسباني خافيير بينياس نافارو.
- «ضريبة أنتيغونا» للشاعرة الإسبانية روساريو سالان بادييرنا.
- مختارات للشاعرة الإسبانية غلوريا فويرتيس.
- مختارات للشاعر الإسباني غوستافو أدولفو بيكير.
- «ست قصص قصيرة» للكاتبة الإسبانية كونشا لوبيث ساراستوا.
- مختارات للشاعر البوليفي بيدرو شيموسي.

## الجوائز
- جائزة جريدة العرب اللندنية عام 1985م عن ترجمته لمسرحيتين قصيرتين لغارسيا لوركا وغوستافو أدولفو بيكير.
- جائزة التكريم دار نعمان للثقافة عام 2005م.
- جائزة الشعر مجلة «هاي 2006».
- جائزة منتدى عاطف الجندي الأدبي في أكتوبر 2013م.[3]

## وصلات خارجية
- عبد السلام مصباح على موقع بوابة الشعراء
- عبد السلام مصباح على موقع موسوعة الديوان الشعرية